# Operophtera harrisoni
Operophtera harrisoni là một loài bướm đêm trong họ Geometridae.